# ساره نورموسوی
ساره نور موسوی (زادهٔ ۱۳۸۵ در قم) بازیگر است . تجربه بازیگری وی فیلم نفس به کارگردانی نرگس آبیار است به گفته ساره او عاشق حیوانات و محیط زیست است .

## فعالیت حرفه‌ای
وی نخستین بار تصادفاً با نرگس آبیار در حین سفر آشنا شد و در این سفر برای نقش اصلی فیلم نفس انتخاب شد. نفس در سال ۱۳۹۶ نماینده ایران در بخش بهترین فیلم خارجی جشنواره اسکار شد.
ساره نورموسوی در سال ۹۵ لوح تقدیر بهترین بازیگر زن برای فیلم نفس جشنواره بین‌المللی مقاومت تهران را از آن خود کرد. همچنین همراه بازیگرانی چون فاطمه معتمدآریا، لیلا حاتمی، ترانه علیدوستی، هنگامه قاضیانی، پانته آ پناهی‌ها و سحر دولتشاهی نامزد بهترین بازیگر زن در جشن حافظ در سال ۹۶ شد.و سابقه کوتاهی در فصل دوم سریال دلدادگان دارد. همچنین به عنوان اولین کودک بازیگر ایرانی جایزه بهترین بازیگری بخش فیلم‌های کودک جشنواره فیلم «مینسک، لیستاپاد» بلاروس را دریافت کرد.